# 1.ª Brigada de Operaciones Especiales Independiente (Ucrania)
1ª Brigada de Operaciones Especiales "Ivan Bohun" : (Idioma ucraniano 1-ша окрема бригада спеціального призначення ім. Івана Богуна): es una unidad militar que pertenece a las fuerzas terrestres de las Fuerzas Armadas de Ucrania.

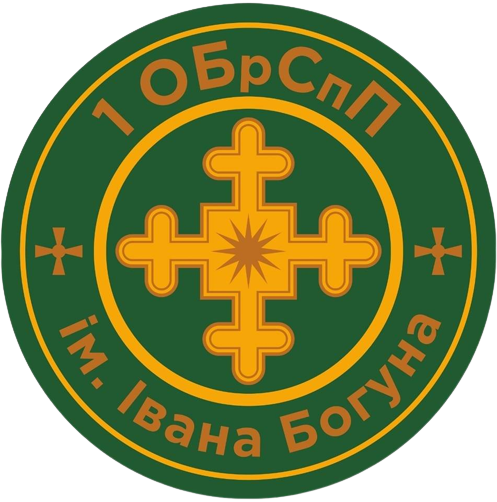
Insignia de la Primera Brigada de Operaciones Especiales "Ivan Bohun"

La brigada participó en la liberación de las oblasts de Zhytomyr y Kyiv en marzo de 2022, la liberación de la Óblast de Járkov en septiembre de 2022 y la contraofensiva en Berislav de la región de Jersón (Borozenske, Kucherske, Pyatikhatky).

## Historia
La brigada se creó pocos días después del inicio de la invasión rusa de Ucrania en 2022, y constaba inicialmente de tres batallones. Está dedicado al Coronel del Hetmanato cosaco Ivan Bohun, amigo y socio cercano del Atamán Bohdán Jmelnitski durante las guerras contra Rusia en el siglo XVII.
Además de los ucranianos, en la brigada también luchan ciudadanos de otros 21 países: Australia, Bielorrusia, Brasil, Reino Unido, Georgia, Ecuador, Irlanda, colombia, Canadá, Países Bajos, Portugal, Alemania, Nueva Zelanda, Noruega, Rumania, Estados Unidos, Taiwán, Finlandia, Francia, la República Checa, Suecia y Japón.
El 28 de junio de 2022, se formó el cuarto batallón de propósito especial separado dentro de la brigada.
Participó en las hostilidades desde los primeros meses del conflicto, contribuyendo a la liberación del Óblast de Zhitómir después de la retirada rusa del norte de Ucrania y, posteriormente, siendo empleado en la Óblast de Jersón A partir de mayo se desplegó en Dombás, participando en las batallas defensivas cerca de Popasna y Lyman.  En septiembre de 2022 participó en la contraofensiva ucraniana en el Óblast de Járkov, contribuyendo a la liberación de varias aldeas entre Balaklia e Izium. A principios de noviembre, se desplegó de nuevo en el Óblast de Jersón, donde participó en la Contraofensiva del sur de Ucrania de 2022, liberando numerosas aldeas a lo largo de la orilla occidental del Dnieper. En los meses siguientes fue trasladado al Óblast de Lugansk, siendo desplegado en particular en el sector de Kreminna.

## Estructura
A partir de 2023, la estructura de la brigada es la siguiente:
- 1.ª Brigada de Operaciones Especiales "Ivan Bohun"
  - Cuartel General y Comando de Brigada[16]
  - 515 ° Batallón de Operaciones Especiales
  - 516 ° Batallón de Operaciones Especiales
  - 517 ° Batallón de Operaciones Especiales
  - 518 ° Batallón de Operaciones Especiales
  - Batallón Blindado
  - Batallón  Médico

## Comandantes Notables
- Coronel Oleh Uminsky[17]